# Liste von Vornamen/A
Diese Unterseite der Liste von Vornamen enthält Vornamen, die mit dem Buchstaben A beginnen.
Männliche Vornamen sind mit dem Symbol ♂ und weibliche Vornamen mit dem Symbol ♀ markiert.

## Aa
Aad ♂,
Aadolf ♂,
Aadu ♂, 
Aage ♂,
Aagje ♀,
Aale ♂♀,
Aaliyah ♀,
Aaltje ♀,
Aarne ♂, 
Aaron ♂, 
Aart ♂, 
Aase ♀,

## Ab
Ábal ♂, 
Abasse ♂, 
Abbas ♂, 
Abbondanza ♀, 
Abbondanzio ♂, 
Abbondio ♂, 
Abd al-Malik ♂,
Abda ♂,
Abdallah ♂,
Abdalmalik ♂,
Abdelhak ♂,
Abdelhamid ♂,
Abdelkader ♂,
Abdel-Kader ♂,
Abdelkarim ♂,
Abdelmalek ♂,
Abderrahim ♂,
Abderrazak ♂,
Abdes ♂,
Abdi ♂,
Abdon ♂,
Abdou ♂,
Abdoulaye ♂,
Abdulkadir ♂,
Abdülkadir ♂,
Abdulkerim ♂,
Abdülkerim ♂,
Abdullah ♂,
Abdülmelik ♂, 
Abdurrahim ♂,
Abdur Rahman ♂,
Abdurrahman ♂,
Abdürrahman ♂,
Abedin ♂, 
Abel ♂,
Abelardo ♂,
Abele ♂, 
Abelena ♀,
Abelina ♀,
Abeline ♀,
Aberlin ♂,
Abidin ♂, 
Abigail ♀,
Abla ♀,
Abraham ♂,
Abramo ♂, 
Absalom ♂,
Abschalom ♂,
Abu Bakr ♂,
Abuzer ♂, 

## Ac
Acacio ♂,
Acácio ♂,
Acar ♀♂,
Accursio ♂, 
Açelya ♀, 
Achatius ♂,
Achille ♂, 
Achilles ♂,
Achim ♂, 
Achisch ♂,

## Ad
Ad ♂, 
Ada ♀,
Adalbero ♂,
Adalbert ♂,
Adalberto ♂, 
Adalgisa ♀, 
Adalnot ♂,
Adalrico ♂, 
Aðalsteinn ♂,
Adalward ♂,
Adalwin ♂,
Adam ♂,
Adamat ♂, 
Adamata ♀, 
Adamo ♂, 
Adamus ♂,
Adan ♂, 
Adán ♂,
Adana ♀, 
Adania ♀, 
Adanır ♀♂,
Adanira ♀, 
Adavana ♀, 
Addi ♀♂,
Addison ♂, 
Addolorata ♀, 
Adela ♀,
Adelaide ♀,
Adélaïde ♀,
Adelbert ♂,
Adelchi ♂, 
Adele ♀,
Adèle ♀, 
Adelfo ♂, 
Adelgunde ♀,
Adelheid ♀,
Adeli ♀,
Adelia ♀,
Adelin ♂, 
Adelina ♀, 
Adelinda ♀,
Adelinde ♀,
Adeline ♀,
Adelma ♀, 
Adelmiro ♂, 
Adelmo ♂, 
Adem ♂,
Ademaro ♂, 
Adeodato ♂, 
Aderito ♂, 
Adi ♂♀,
Adil ♂,
Adile ♀,
Adin ♂,
Adina ♀♂,
Adis ♂,
Aditi ♀,
Adiuto ♂, 
Adıvar ♂,
Admeta ♀, 
Admeto ♂,
Admir ♂, 
Admira ♀, 
Adna ♀,
Adnan ♂, 
Âdnan ♂,
Ado ♂,
Adolf ♂,
Adolfas ♂, 
Adolfine ♀,
Adolfo ♂,
Adolphe ♂,
Adolphus ♂,
Adomas ♂, 
Adomė ♀, 
Adone ♂, 
Adonis ♂, 
Adorato ♂, 
Adorján ♂,
Adorno ♂,
Adrasto ♂, 
Adria ♀, 
Adriaen ♂,
Adrian ♂,
Adriana ♀,
Adriane ♀,
Adriano ♂,
Adriatik ♂, 
Adriatika ♀, 
Adrien ♂,
Adrienne ♀,
Adrjana ♀, 
Adua ♀,

## Ae/Æ
Ægidius ♂,
Ægir ♂, 
Aegir ♂, 
Ælfgar ♂,
Ælfgifu ♀,
Ælfric ♂,
Ælfwald ♂,
Ælfwine ♂,
Ælfwynn ♀,
Ælle ♂,
Æmilie ♀,
Aenne ♀,
Aénor ♀,
Aeropos ♂,
Æthelbald ♂,
Æthelberht ♂,
Æthelbert ♂,
Æthelfrith ♂,
Æthelheard ♂,
Æthelhere ♂,
Æthelred ♂,
Æthelric ♂,
Æthelstan ♂,
Æthelthryth ♀,
Æthelwald ♂,
Æthelweard ♂,
Æthelwine ♂,
Æthelwulf ♂,

## Af
Afeida ♀, 
Aferdita ♀, 
Afërdita ♀, 
Afet ♀, 
Afife ♀, 
Afonso ♂,
Afra ♀♂, 
Afrim ♂, 
Afrime ♀, 
Afro ♂, 
Afrore ♀, 
Afsahne ♀,
Afşar ♂,
Afshin ♂, 
Afta ♀, 
Aftab ♂, 

## Ag
Agah ♂, 
Agamennone ♂, 
Agapito ♂, 
Agata ♀, 
Agatha ♀, 
Agathe ♀, 
Agazio ♂, 
Ägdur ♂,
Åge ♂,
Agelas ♂,
Agenore ♂, 
Agesandros ♂,
Agesilao ♂, 
Agesilaos ♂,
Agesipolis ♂,
Aggeo ♂, 
Aggrey ♂,
Agide ♂, 
Ägidius ♂,
Agilulfo ♂, 
Agim ♂, 
Agime ♀, 
Agimor ♂, 
Agimore ♀, 
Ägir ♂, 
Agis ♂,
Ägisth ♂,
Aglaia ♀,
Agne ♂, 
Agnė ♀, 
Agnello ♂, 
Agnes ♀,
Agnese ♀, 
Agneta ♀,
Agnushe ♀, 
Agon ♂, 
Agostina ♀, 
Agostino ♂, 
Agota ♀, 
Agricola ♂, 
Agrin ♂, 
Agrina ♀, 
Agrippa ♂,
Agrippina ♀, 
Agris ♂, 
Agron ♂, 
Agrone ♀, 
Agustín ♂,

## Ah
Aharon ♂, 
Ahilan ♂,
Ahinoam ♀,
Ahlheit ♀,
Ahmad ♂,
Ahmed ♂,
Ahmet ♂, 
Ahu ♀, 

## Ai
Aiace ♂, 
Aida ♀, 
Aidan ♂,
Aidana ♀, 
Aidas ♂, 
Aiden ♂, 
Aiga ♀,
Aigialeus ♂,
Aigin ♂, 
Aik ♂,
Aiko ♀,
Aila ♀,
Aileen ♀, 
Aili ♀, 
Aiman ♂,
Aimé ♂,
Aimée ♀,
Aimie ♀,
Aimir ♂, 
Aimo ♂, 
Aimone ♂, 
Ain ♂,
Áine ♀,
Ainhoa ♀,
Aino ♀,
Aiola ♀, 
Airinė ♀, 
A'ischa ♀,
Aistė ♀, 
Aistis ♂,
Aitor ♂, 
Aivar ♂,
Aivaras ♂, 
Aivars ♂,

## Aj
Ajay ♂,
Ajda ♀, 
Aje ♀, 
Ajete ♀, 
Ajkina ♀, 
Ajkuna ♀, 
Ajla ♀, 

## Ak
Ak ♀,
Akai ♂,
Akal ♂, 
Akasya ♂,
Akay ♂♀,
Akbay ♂,
Akbulut ♂,
Akça ♂♀,
Akçam ♂,
Akçay ♂,
Akdağ ♂,
Akdoğan ♂,
Ake ♂,
Åke ♂,
Akeem ♂,
Akgül ♀,
Akgün ♂,
Akhtar ♂♀,
Akhter ♂♀,
Aki ♂♀,
Akiba ♂,
Akif ♂,
Akihiko ♂,
Akihiro ♂,
Akın ♂,
Akinori ♂,
Akira ♂♀,
Akkan ♂,
Akkiz ♀, 
Akman ♂,
Ákos ♂,
Akpınar ♂♀,
Akrotatos ♂,
Aksel ♂,
Aksoy ♂♀,
Aksu ♂♀,
Aktaş ♂,
Aktuna ♂♀,
Aktürk ♂,
Akua ♀,
Akvilė ♀, 
Akyel ♂,
Akyıldız ♂♀,
Akyol ♂,
Akyüz ♂,

## Al
Al ♂, 
Alaattin ♂, 
Aladino ♂, 
Alain ♂,
Alaina ♀, 
Alan ♂, 
Alana ♀,
Alara ♀,
Alaric ♂, 
Alarico ♂, 
Alaron ♂, 
Alarona ♀, 
Alasin ♂, 
Alasina ♀, 
Alastair ♂,
Alba ♀, 
Alban ♂, 
Albana ♀, 
Albanesha ♀, 
Albano ♂, 
Albanor ♂, 
Albanora ♀, 
Albayrak ♂,
Alber ♂, 
Alberich ♂,
Alberico ♂, 
Albert ♂,
Alberta ♀, 
Albertas ♂, 
Alberte ♀, 
Albertina ♀, 
Albertine ♀,
Alberto ♂, 
Alberts ♂, 
Albin ♂, 
Albina ♀, 
Albinas ♂, 
Albino ♂,
Albion ♂, 
Albiona ♀, 
Albrecht ♂, 
Albulen ♂, 
Albulena ♀, 
Album ♂, 
Albuna ♀, 
Albwin ♂,
Alceo ♂, 
Alceste ♀, 
Alcetes ♂,
Alcide ♂, 
Alcides ♂,
Alda ♀, 
Aldegarda ♀, 
Aldegonda ♀, 
Aldemir ♂,
Alderico ♂, 
Aldhelm ♂,
Aldo ♂, 
Aldobrando ♂, 
Aldona ♀, 
Aldric ♂,
Aldrin ♂, 
Alduino ♂, 
Aleardo ♂, 
Alec ♂,
Aled ♂,
Aleena ♀, 
Aleferna ♀,
Aleh ♂,
Aleida ♀,
Aleix ♂,
Aleixo ♂,
Alejandra ♀,
Alejandro ♂,
Alejna ♀,
Aleks ♂, 
Aleksandar ♂,
Aleksandër ♂, 
Aleksandra ♀, 
Aleksandras ♂, 
Aleksandrs ♂,
Alemanno ♂, 
Alemdar ♂,
Alen ♂,
Alena ♀,
Alenka ♀,
Alenn ♀,
Alessandra ♀, 
Alessandro ♂, 
Alessia ♀, 
Alessio ♂, 
Aleta ♀, 
Aletes ♂,
Alev ♀, 
Alex ♂♀, 
Alexa ♀,
Alexander ♂,
Alexandra ♀, 
Alexandre ♂, 
Alexandrine ♀,
Alexandru ♂,
Alexei ♂,
Alexey ♂, 
Alexia ♀,
Alexiane ♀, 
Alexianne ♀, 
Alexis ♂♀, 
Aleyna ♀, 
Alf ♂, 
Alfeo ♂, 
Alfiero ♂, 
Alfio ♂, 
Alfke ♂♀,
Alfons ♂,
Alfonsas ♂, 
Alfonso ♂, 
Alfred ♂,
Alfreda ♀,
Alfredas ♂, 
Alfredo ♂, 
Álfrún ♀,
Algas ♂, 
Algernon ♂,
Algimanta ♀, 
Algimantas ♂, 
Algirdas ♂, 
Algis ♂, 
Algy ♂, 
Ali ♂, 
Älian ♂,
Äliana ♀,
Alican ♂,
Alice ♀, 
Alıcı ♂,
Alicia ♀, 
Alicja ♀,
Alida ♀, 
Aliénor ♀,
Alieu ♂,
Alighiero ♂, 
Aligi ♂, 
Alihan ♂,
Alim ♂, 
Alina ♀, 
Alis ♂♀,
Alisar ♀,
Alison ♀,
Alissa ♀,
Alistair ♂, 
Alister ♂,
Alix ♂♀, 
Aliya ♀,
Aliye ♀, 
Aliza ♀,
Aljona ♀,
Alk ♂, 
Alkamenes ♂,
Alkan ♂♀,
Alkana ♀, 
Alketa ♀, 
Alketas ♂,
Alkım ♂♀,
Alkina ♀, 
Alla ♀,
Allegra ♀, 
Allie ♂♀,
Ally ♀,
Alma ♀, 
Almantas ♂, 
Almarin ♂, 
Almarina ♀, 
Almerino ♂, 
Almina ♀,
Almir ♂, 
Almira ♀,
Almirante ♂, 
Álmos ♂,
Almut ♀,
Almuth ♀,
Alois ♂, 
Aloïs ♂, 
Aloisia ♀,
Aloisio ♂, 
Alondra ♀, 
Alonso ♂,
Aloysius ♂, 
Aloyzas ♂, 
Alp ♂,
Alparslan ♂,
Alpaslan ♂,
Alpay ♂, 
Alper ♂,
Alpera ♀, 
Alperen ♂,
Alphonse ♂, 
Alrun ♀,
Alruna ♀,
Altan ♂♀,
Altay ♂,
Altea ♀, 
Altero ♂, 
Altesa ♀, 
Althea ♀, 
Altin ♂, 
Altın ♂♀, 
Altina ♀, 
Altınsoy ♂,
Altor ♂,
Altuğ ♂,
Alun ♂,
Alva ♂♀,
Alvan ♂,
Alvar ♂,
Álvar ♂,
Alvaro ♂, 
Álvaro ♂,
Alvin ♂, 
Alvis ♂,
Alvise ♂, 
Alvydas ♂, 
Alwin ♂, 
Alwine ♀,
Alya ♀, 
Alys ♀, 
Alysha ♀,
Alyson ♀,
Alyssa ♀, 
Alzan ♂, 
Alzana ♀, 
Alžbeta ♀,
Alžběta ♀,
Alzen ♂, 
Alzena ♀, 
Alzet ♂, 
Alzeta ♀, 

## Am
Amadeo ♂,
Amadeus ♂,
Amal ♀,
Amalberga ♀,
Amalia ♀, 
Amalie ♀,
Amalric ♂, 
Amalrich ♂,
Amana ♀,
Amanda ♀,
Amandine ♀, 
Amando ♂,
Amant ♂, 
Amanta ♀, 
Amantin ♂, 
Amantina ♀, 
Amanzio ♂, 
Amardeo ♂, 
Amat ♂, 
Amata ♀,
Amato ♂, 
Amber ♀,
Ambra ♀, 
Ambrogia ♀, 
Ambrogio ♂, 
Ambroise ♂, 
Ambrosius ♂,
Amedea ♀, 
Amédée ♂,
Amedeo ♂, 
Amelia ♀, 
Amelie ♀,
Amélie ♀,
Amelita ♀,
Amelius ♂,
Amellia ♀,
Amenemhet ♂,
Amenophis ♂,
Amer ♂,
Américo ♂, 
Amerigo ♂, 
Amet ♂, 
Amilcare ♂, 
Amin ♂,
Amina ♀,
Aminata ♀,
Amine ♂,
Amir ♂, 
Amira ♀,
Amisa ♀, 
Amleto ♂, 
Ammar ♂,
Amneris ♀, 
Amos ♂, 
Amparo ♀,
Ampelio ♂, 
Amphilochos ♂,
Amphion ♂,
Amr ♂, 
Amram ♂,
Amrei ♀,
Amrita ♀,
Amy ♀,
Amyklas ♂,
Amyntas ♂,

## An
Ana ♀, 
Aňa ♀,
Anabel ♀,
Anabela ♀, 
Anabelle ♀,
Anacleto ♂, 
Anaël ♂♀, 
Anaïs ♀,
Ananda ♂♀, 
Anane ♂, 
Anania ♂, 
Ananias ♂, 
Anas ♂,
Anastasia ♀, 
Anastasio ♂, 
Anastasius ♂,
Anatol ♂,
Anatoli ♂,
Anatolia ♀, 
Anatolio ♂, 
Anaxandridas ♂,
Anca ♀,
Anchise ♂, 
Ancilla ♀, 
And ♂, 
Anda ♀, 
Andam ♂, 
Anđelko ♂,
Anden ♂, 
Andena ♀, 
Anders ♂,
Andik ♂, 
Andika ♀, 
Andin ♂, 
Andina ♀, 
Andoni ♂,
Andor ♂,
Andorian ♂,
András ♂,
André ♂,
Andrea ♂♀, 
Andreas ♂, 
Andree ♂,
Andrée ♀,
Andrei ♂,
Andrej ♂,
Andrejs ♂,
Andrejus ♂, 
Andres ♂,
Andrés ♂,
Andreu ♂,
Andrew ♂,
Andri ♂, 
Andries ♂,
Andrin ♂,
Andris ♂,
Andrius ♂, 
Andrzej ♂,
Anduena ♀, 
Andy ♂,
Äneas ♂,
Anen ♂, 
Anet ♀, 
Aneta ♀, 
Anete ♀,
Anett ♀,
Ange ♂♀,
Angel ♂,
Ángel ♂,
Angela ♀,
Angele ♀,
Angelė ♀, 
Angelica ♀,
Angelika ♀,
Angelina ♀,
Angelique ♀,
Angelito ♂, 
Angelo ♂, 
Angelus ♂, 
Angie ♂♀,
Angus ♂,
Ani ♀,
Anı ♂,
Ania ♀, 
Anian ♂,
Aniane ♀, 
Anianus ♂,
Anicetas ♂, 
Aniceto ♂, 
Aniello ♂, 
Anika ♀, 
Anikó ♀,
Anil ♂,
Anıl ♂,
Anila ♀, 
Anis ♂,
Änis ♂,
Anisa ♀,
Anissa ♀,
Anita ♀,
Anja ♀, 
Anjana ♀,
Anjuli ♀,
Anjuschka ♀,
Anke ♀,
Ankita ♀, 
Anlı ♂,
Ann ♀, 
Anna ♀,
Annabel ♀, 
Annabell ♀,
Annabelle ♀,
Annabella ♀, 
Annah ♀,
Annalena ♀,
Annaliese ♀,
Annalisa ♀,
Annamaria ♀,
Annchen ♀,
Ännchen ♀,
Anne ♂♀, 
Änne ♀, 
Annefleur ♀,
Annegret ♀,
Annegrit ♀,
Anne-Kathrin ♀,
Anneke ♀,
Annelie ♀,
Anneliese ♀,
Annelise ♀, 
Annemarie ♀,
Annemie ♀,
Annemieke ♀,
Annett ♀,
Annette ♀,
Annetto ♂, 
Annibale ♂, 
Annica ♀,
Annie ♀,
Annik ♀, 
Annika ♀,
Annikki ♀,
Annina ♀,
Anninka ♀,
Anno ♂,
Annunziata ♀, 
Anny ♀,
Änny ♀,
Anorte ♀,
Anouar ♂,
Anouk ♀,
Anouschka ♀,
Ansaldo ♂, 
Anselm ♂, 
Anselmo ♂, 
Ansgar ♂, 
Ansgard ♀,
Ansovino ♂, 
Anssi ♂,
Antal ♂,
Antanas ♂, 
Antara ♀,
Ante ♂, 
Antenore ♂, 
Anteo ♂, 
Antero ♂, 
Anthony ♂, 
Antiam ♂, 
Antiana ♀, 
Antimo ♂, 
Antintana ♀, 
Antioco ♂, 
Antje ♀, 
Anto ♂, 
Antoine ♂, 
Antoinette ♀, 
Anton ♂,
Antonella ♀, 
Antonello ♂,
Antoni ♂, 
Antonia ♀, 
Antonie ♀,
Antonietta ♀, 
Antonino ♂, 
Antoninus ♂,
Antonio ♂, 
António ♂,
Antonios ♂,
Antonius ♂,
Ants ♂,
Antti ♂, 
Anula ♀, 
Anuschka ♀,
Anwar ♂♀,
Anxhela ♂, 
Anya ♀, 
Anže ♂,

## Ao–Aq
Aoife ♀,
Aonghus ♂,
Aparna ♀,
Apollinaris ♂,
Apollonia ♀, 
Apollonio ♂, 
Apollonius ♂,
Apphia ♀,
Appio ♂, 
Appius ♂,
April ♀,
Aquilino ♂, 

## Ar
Ara ♂,
Arabella ♀,
Araldo ♂, 
Araminta ♀,
Aramis ♂, 
Aranit ♂, 
Aranita ♀, 
Arantxa ♀, 
Aras ♂, 
Arash ♂,
Ārash ♂,
Arat ♂,
Araxi ♀,
Arba ♀, 
Arbana ♀, 
Arben ♂, 
Arbena ♀, 
Arbenia ♀, 
Arbenita ♀, 
Arbenor ♂, 
Arbenore ♀, 
Arber ♂, 
Arbër ♂, 
Arberasha ♀, 
Arbëresh ♂, 
Arberor ♂, 
Arbi ♂, 
Arbian ♂, 
Arbiana ♀, 
Arbnor ♂, 
Arbnora ♀, 
Arbogast ♂,
Arbor ♂, 
Arbrorja ♀, 
Arcadio ♂, 
Arcan ♂, 
Arcangelo ♂, 
Archana ♀,
Archer ♂, 
Archibald ♂,
Arcibaldo ♂, 
Arda ♂, 
Ardengo ♂, 
Ardian ♂, 
Ardiana ♀, 
Ardit ♂, 
Ardito ♂, 
Ardo ♂, 
Arduino ♂, 
Arel ♂, 
Areus ♂,
Arezoo ♀, 
Arfst ♂,
Argante ♂, 
Argentina ♀, 
Argentino ♂, 
Argjel ♂, 
Argjela ♀, 
Argjend ♂, 
Argjendor ♂, 
Argjendore ♀, 
Aria ♂,
Arian ♂, 
Ariana ♀, 
Ariane ♀,
Arianisa ♀, 
Arianit ♂, 
Arianita ♀, 
Arianna ♀, 
Ariano ♂,
Aribert ♂,
Aribo ♂,
Arıca ♂,
Ariel ♀♂,
Ariella ♀,
Arielle ♀, 
Arif ♂, 
Arife ♀,
Arijandas ♂, 
Arik ♂♀,
Arık ♂,
Arıkan ♂,
Aril ♂, 
Arila ♀, 
Arild ♂,
Arimantas ♂, 
Arimantė ♀, 
Arina ♀,
Ario ♂, 
Arion ♂, 
Ariona ♀, 
Arish ♂, 
Aristeides ♂,
Aristeo ♂, 
Aristide ♂,
Aristides ♂,
Aristion ♂,
Aristodemo ♂, 
Aristodemos ♂,
Ariston ♂,
Aristoteles ♂, 
Aritomo ♂,
Arjan ♂, 
Arjana ♀, 
Arjen ♂,
Arjeta ♀, 
Arkadi ♂,
Arkadius ♂,
Arkan ♂, 
Arleen ♀,
Arlene ♀,
Arlette ♀,
Arlind ♂, 
Arlinda ♀, 
Arman ♂, 
Armanas ♂, 
Armand ♂,
Armanda ♀, 
Armando ♂, 
Armela ♀, 
Armen ♂,
Armend ♂, 
Armenio ♂, 
Armeza ♂, 
Armgard ♀,
Armin ♂,
Armindo ♂,
Arminio ♂, 
Armir ♂, 
Armira ♀, 
Arn ♂, 
Arnaldo ♂, 
Arnar ♂,
Arndt ♂,
Arne ♂,
Arnena ♀, 
Arnfried ♂,
Árni ♂,
Arnim ♂,
Arnisa ♀, 
Arno ♂,
Arnold ♂, 
Arnoldas ♂, 
Arnoldo ♂, 
Arnolfo ♂, 
Arnor ♂,
Arnór ♂,
Arnošt ♂,
Arnulf ♂,
Arnulfo ♂, 
Aroldo ♂, 
Aron ♂, 
Aronne ♂, 
Arpad ♂,
Arrhidaios ♂,
Arrigo ♂, 
Arsa ♀, 
Arsen ♂,
Arsenije ♂,
Arsenio ♂, 
Arsenios ♂,
Arsenius ♂, 
Arsim ♂, 
Arsime ♀, 
Arslan ♂,
Art ♂, 
Arta ♀, 
Artan ♂, 
Artana ♀, 
Artar ♂, 
Artare ♀, 
Artas ♂, 
Arte ♀, 
Artem ♂, 
Artemas ♂,
Artemidor ♂,
Artemio ♂, 
Artemis ♀♂,
Artemy ♂, 
Arthur ♂,
Artian ♂, 
Artiana ♀, 
Artin ♂, 
Artina ♀, 
Artjom ♂, 
Artmir ♂, 
Arto ♂,
Arton ♂, 
Artor ♂, 
Artora ♀, 
Artoran ♂, 
Artorana ♀, 
Arttu ♂,
Artturi ♂,
Artula ♀,
Artur ♂, 
Artūras ♂, 
Arturo ♂, 
Artūrs ♂,
Arun ♂,
Arūnas ♂, 
Arūnė ♀, 
Arved ♂,
Arven ♂, 
Arvena ♀, 
Arvid ♂, 
Arvida ♀,
Arvo ♂,
Arvydas ♂, 
Arwed ♂,
Arwen ♀, 
Arwin ♂, 
Arzan ♂, 
Arzana ♀, 
Arzen ♂, 
Arzu ♀, 

## As
Åsa ♀,
Asal ♀,
Asbjörn ♂,
Asbjørn ♂,
Ásbjörn ♂,
Ascanio ♂, 
Ascelin ♂,
Aschot ♂,
Asdrea ♂, 
Asdrubale ♂, 
Åse ♂♀,
Asgeir ♂,
Ásgeir ♂,
Asger ♂,
Ashana ♀,
Ashbel ♂, 
Ashley ♂♀,
Ashraf ♂♀,
Ashtin ♂, 
Ashtina ♀, 
Ashton ♂, 
Aşık ♂,
Asil ♂, 
Asim ♂,
Asinrthegn ♂, 
Asios ♂,
Asiye ♀, 
Askan ♂, 
Aşkın ♂♀,
Aslan ♂, 
Aslaug ♀, 
Aslı ♀, 
Aslıhan ♀, 
Asmund ♂,
Ásmundur ♂,
Asmus ♂,
Äsop ♂,
 Aspasia ♀,
Assan ♂,
Assar ♂,
Assol ♀,
Assunta ♀, 
Asterion ♂,
Asterios ♂,
Asterius ♂,
Astirta ♀, 
Astolfo ♂, 
Astorre ♂, 
Astrid ♀,
Astrit ♂, 
Asuman ♂♀,
Ashwin ♂,

## At
Ata ♂, 
Ataç ♂,
Atakan ♂,
Atakhan ♂, 
Atalay ♂,
Ataman ♂,
Atanas ♂,
Atanasije ♂,
Atanasio ♂, 
Atarah ♀,
Atasoy ♂,
Atay ♂,
Atdhe ♂, 
Atdhesore ♀, 
Atef ♂,
Ateş ♂,
Athanasios ♂,
Atif ♂,
Atıf ♂,
Atıl ♂, 
Atılgan ♂,
Atilla ♂, 
Atintan ♂, 
Atli ♂,
Atos ♂, 
Atsushi ♂,
Attila ♂, 
Attilio ♂, 
Atto ♂,
Atze ♂, 

## Au
Aud ♂,
Audar ♂, 
Audara ♀, 
Audat ♂, 
Audata ♀, 
Audley ♂, 
Audra ♀,
Audrė ♀, 
Audren ♂,
Audrey ♀,
Audrius ♂, 
Audronė ♀, 
Audronius ♂, 
Audrun ♀,
Auðrún ♀, 
Audun ♂♀,
Auður ♀,
August ♂,
Augusta ♀,
Auguste ♂♀,
Augustin ♂,
Augustinas ♂, 
Augustine ♀♂,
Augustinus ♂,
Augusto ♂,
Augustus ♂,
Auke ♂♀,
Aukje ♀,
Auksė ♀, 
Auksutė ♀, 
Aulis ♂,
Aulona ♀, 
Aulus ♂,
Auma ♀, 
Aura ♀, 
Aurea ♀, 
Aurel ♂, 
Aurelia ♀, 
Aureliane ♀,
Aureliano ♂, 
Aurelie ♀,
Aurélie ♀, 
Aurélien ♂, 
Aurelija ♀, 
Aurelijus ♂, 
Aurelio ♂, 
Aurimas ♂, 
Auro ♂, 
Aurora ♀, 
Ausilia ♀, 
Ausilio ♂, 
Ausonio ♂, 
Aušrinė ♀, 
Austėja ♀, 
Austra ♀, 

## Av
Ava ♀,
Avcı ♂,
Ave ♀,
Avellino ♂, 
Avenant ♂, 
Avenda ♀, 
Aventin ♂, 
Avery ♂♀,
Avie ♂, 
Aviv ♂,
Aviva ♀,
Avni ♂, 
Avnie ♀, 
Avraham ♂,
Avril ♀,
Avşar ♂,
Avtandil ♂,

## Aw–Ax
Awad ♂,
Awgust ♂,
Awtandil ♂,
Axel ♂,

## Ay
Ayä ♀,
Ayan ♂,
Ayanna ♀, 
Ayça ♀, 
Ayçiçek ♀,
Ayda ♀, 
Aydan ♂♀,
Aydemir ♂,
Aydın ♂,
Aydoğan ♂♀,
Aydoğdu ♂,
Ayelet ♀,
Ayfer ♀, 
Aygen ♀, 
Aygun ♀,
Aygün ♀♂,
Ayhan ♂♀,
Ayık ♂,
Aykaç ♂,
Aykut ♂,
Ayla ♀,
Aylin ♀,
Ayn ♀,
Aynur ♀, 
Ayrton ♂,
Ayşe ♀,
Ayşegül ♀,
Aysel ♀,
Ayşen ♀, 
Ayşenur ♀,
Aysu ♀,
Aysuda ♀, 
Aysun ♀, 
Aytaç ♀♂,
Ayten ♀, 
Aytunç ♂, 
Ayuka ♀,
Ayumi ♀, 
Ayvaz ♂,

## Az
Azadeh ♀,
Azameddin ♂, 
Azaria ♂,
Aze ♀, 
Azeglio ♂, 
Azem ♂, 
Azer ♂, 
Azim ♂, 
Aziz ♂,
Azize ♀,
Azmi ♂, 
Azra ♀, 
Azucena ♀, 
Ąžuolas ♂, 
Azzio ♂, 
Azzo ♂, 
Azzurra ♀, 